# Atlas der unbeweglichen Kulturdenkmäler Chinas
Der Atlas der unbeweglichen Kulturdenkmäler Chinas (Zhongguo wenwu ditu ji) ist eine vom Staatlichen Büro für Kulturerbe (Guojia wenwu ju) herausgegebene, nach den chinesischen Provinzen etc. in Einzelbänden gegliederte, bei mehreren chinesischen Verlagen seit September 1989 erscheinende chinesische Buchreihe zu den unbeweglichen Kulturdenkmälern (Gebäuden, Denkmälern, Gräbern, historischen Stätten etc.) in der Volksrepublik China.
Seine einunddreißig Bände, die zum Teil aus zwei oder drei Teilbänden bestehen, umfassen jeweils die Kulturdenkmäler der einzelnen chinesischen Provinzen/Autonomen Gebiete/Regierungsunmittelbaren Städte.
Der Atlas ist ein Ergebnis von zwei großen nationalen Erhebungen, die in den 1950er und 1980er Jahren durchgeführt wurden. Es ist ein umfangreiches Nachschlagewerk mit modernen und historischen Karten, Karten von nach Typen angeordneten Kulturdenkmälern, Karten von Kulturdenkmälern in bestimmten Verwaltungsgebieten sowie Farbabbildungen von wichtigen kulturellen Relikten. Außerdem enthält er Übersichten zu lokalen kulturellen Relikten verschiedener Epochen, beschreibende Texte zu bestimmten kulturellen Relikten, Vorwort und Inhaltsverzeichnis (auch in Englisch) und einen praktischen Index zu jedem Band.

## Übersicht
| Provinz         | Buchtitel (Pinyin/chin.)                                                                         | Verlag                                                   | ISBN                   | Jahr | Verschiedenes    | Links |
| Peking          | Zhongguo wenwu ditu ji. Beijing fence《中国文物地图集•北京分册》                                 | Kexue chubanshe 科学出版社                               | ISBN 978-7-03-021962-6 | 2008 | 822 S.           | web, web, web (Memento vom 8. Mai 2014 im Internet Archive)                                                                  |
| Tianjin         | Zhongguo wenwu ditu ji. Tianjin fence《中国文物地图集•天津分册》                                 | Zhongguo da baike quanshu chubanshe 中国大百科全书出版社 | ISBN 978-7-5000-6525-8 | 2002 | 1 Band           | web, web |
| Hebei           | Zhongguo wenwu ditu ji. Hebei fence《中国文物地图集•河北分册》                                   |                                                          |                        |      |                  | web (Memento vom 2. Dezember 2012 im Webarchiv archive.today)                                                                |
| Shanxi          | Zhongguo wenwu ditu ji. Shanxi fence《中国文物地图集•山西分册》                                  | Zhongguo ditu chubanshe 中国地图出版社                   | ISBN 978-7-5031-4205-5 | 2006 | 1444 S., 3 Bände | web, web, web, web, web |
| Innere Mongolei | Zhongguo wenwu ditu ji. Neimenggu zizhiqu fence《中国文物地图集•内蒙古自治区分册》               | Xi’an ditu chubanshe 西安地图出版社                      | ISBN 978-7-80670-430-1 | 2003 | 1083 S.          | web, web, web |
| Liaoning        | Zhongguo wenwu ditu ji. Liaoning fence《中国文物地图集•辽宁分册》                                | Xi’an ditu chubanshe 西安地图出版社                      | ISBN 978-7-80748-449-3 | 2009 | 1053 S.          | web (Memento vom 29. November 2012 im Webarchiv archive.today), web, web, web                                                |
| Jilin           | Zhongguo wenwu ditu ji. Jilin fence《中国文物地图集•吉林分册》                                   | Zhongguo ditu chubanshe 中国地图出版社                   | ISBN 978-7-5031-1331-4 | 1991 |                  | web, web |
| Heilongjiang    | Zhongguo wenwu ditu ji. Heilongjiang fence《中国文物地图集•黑龙江分册》                          |                                                          |                        |      |                  | web (Memento vom 4. Februar 2016 im Internet Archive)                                                                        |
| Shanghai        | Zhongguo wenwu ditu ji. Shanghai fence《中国文物地图集•上海分册》                                |                                                          |                        |      |                  | web |
| Jiangsu         | Zhongguo wenwu ditu ji. Jiangsu fence《中国文物地图集•江苏分册》                                 | Zhongguo ditu chubanshe 中国地图出版社                   | ISBN 978-7-5031-4448-6 | 2008 | 1288 S.          | web |
| Zhejiang        | Zhongguo wenwu ditu ji. Zhejiang fence《中国文物地图集•浙江分册》                                | Wenwu chubanshe 文物出版社                               | ISBN 978-7-5010-2395-0 | 2009 | 2 Bände          | web (Memento vom 25. Januar 2013 im Webarchiv archive.today), web (Memento vom 30. November 2012 im Webarchiv archive.today) |
| Anhui           | Zhongguo wenwu ditu ji. Anhui fence《中国文物地图集•安徽分册》                                   |                                                          |                        |      |                  | |
| Fujian          | Zhongguo wenwu ditu ji. Fujian fence《中国文物地图集•福建分册》                                  | Fujian sheng ditu chubanshe 福建省地图出版社             | ISBN 978-7-80516-829-6 | 2007 | 2 Bände          | web, web (Memento vom 25. Januar 2013 im Webarchiv archive.today)                                                            |
| Jiangxi         | Zhongguo wenwu ditu ji. Jiangxi fence《中国文物地图集•江西分册》                                 |                                                          |                        |      |                  | |
| Shandong        | Zhongguo wenwu ditu ji. Shandong fence《中国文物地图集•山东分册》                                | Zhongguo ditu chubanshe 中国地图出版社                   | ISBN 978-7-5031-4196-6 | 2008 | 2 Bände          | web, web |
| Henan           | Zhongguo wenwu ditu ji. Henan fence《中国文物地图集•河南分册》                                   | Zhongguo ditu chubanshe 中国地图出版社                   | ISBN 978-7-5031-1006-1 | 1991 | 643 S.           | web, web |
| Hubei           | Zhongguo wenwu ditu ji. Hubei fence《中国文物地图集•湖北分册》                                   | Xi’an ditu chubanshe 西安地图出版社                      | ISBN 978-7-80670-225-3 | 2002 |                  | web (Memento vom 16. Januar 2013 im Webarchiv archive.today), web                                                            |
| Hunan           | Zhongguo wenwu ditu ji. Hunan fence《中国文物地图集•湖南分册》                                   | Hunan ditu chubanshe 湖南地图出版社                      | ISBN 978-7-80552-186-2 | 1997 | 1 Band           | web, web |
| Guangdong       | Zhongguo wenwu ditu ji. Guangdong fence《中国文物地图集•广东分册》                               | Guangdong sheng ditu chubanshe 广东省地图出版社          | ISBN 978-7-80522-063-5 | 1989 |                  | web, web |
| Guangxi         | Zhongguo wenwu ditu ji. Guangxi Zhuangzu zizhiqu fence《中国文物地图集•广西壮族自治区分册》      |                                                          |                        |      |                  | web |
| Hainan          | Zhongguo wenwu ditu ji. Hainan fence《中国文物地图集•海南分册》                                  |                                                          |                        |      |                  | web |
| Chongqing       | Zhongguo wenwu ditu ji. Chongqing fence《中国文物地图集•重庆分册》                               | Wenwu chubanshe 文物出版社                               | ISBN 978-7-5010-2948-8 | 2010 | 847 S.           | web |
| Sichuan         | Zhongguo wenwu ditu ji. Sichuan fence《中国文物地图集•四川分册》                                 | Wenwu chubanshe 文物出版社                               | ISBN 978-7-5010-2416-2 | 2009 | 3 Bände          | web, web (Memento vom 25. Januar 2013 im Webarchiv archive.today)                                                            |
| Guizhou         | Zhongguo wenwu ditu ji. Guizhou fence《中国文物地图集•贵州分册》                                 |                                                          |                        |      |                  | |
| Yunnan          | Zhongguo wenwu ditu ji. Yunnan fence《中国文物地图集•云南分册》                                  | Yunnan kexue jishu chubanshe 云南科学技术出版社          | ISBN 978-7-5416-1120-9 |      |                  | web, web |
| Tibet           | Zhongguo wenwu ditu ji. Xizang zizhiqu fence《中国文物地图集•西藏自治区分册》                    | Wenwu chubanshe 文物出版社                               |                        | 2010 |                  | 《中国文物地图集•西藏自治区分册》正式出版 (Memento vom 16. Oktober 2012 im Internet Archive), web                            |
| Shaanxi         | Zhongguo wenwu ditu ji. Shaanxi fence《中国文物地图集•陕西分册》                                 | Xi’an ditu chubanshe 西安地图出版社                      | ISBN 7-80545-656-9     | 1998 |                  | |
| Gansu           | Zhongguo wenwu ditu ji. Gansu fence《中国文物地图集•甘肃分册》                                   | Cehui chubanshe 测绘出版社                               | ISBN 978-7-5030-2276-0 | 2011 | 2 Bände          | web, web, web, web |
| Qinghai         | Zhongguo wenwu ditu ji. Qinghai fence《中国文物地图集•青海分册》                                 | Zhongguo ditu chubanshe 中国地图出版社                   | ISBN 978-7-5031-1765-7 | 1996 |                  | web, web |
| Ningxia         | Zhongguo wenwu ditu ji. Ningxia Huizu zizhiqu fence《中国文物地图集•宁夏回族自治区分册》         | Wenwu chubanshe 文物出版社                               | ISBN 978-7-5010-3058-3 | 2010 |                  | web, web (Memento vom 16. Januar 2013 im Webarchiv archive.today), web                                                       |
| Xinjiang        | Zhongguo wenwu ditu ji. Xinjiang Weiwu’er zizhiqu fence《中国文物地图集•新疆维吾尔族自治区分册》 |                                                          |                        |      |                  | web (Memento vom 1. Januar 2013 im Webarchiv archive.today)                                                                  |